# 本田思域

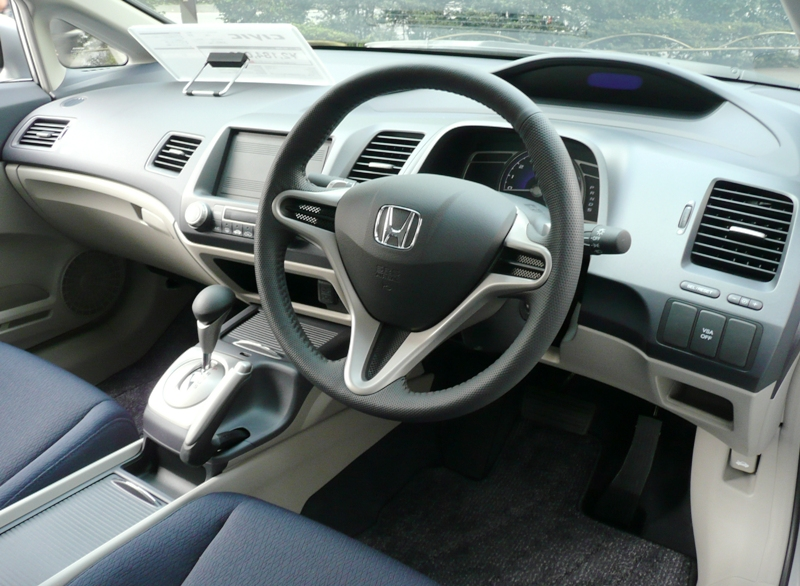
第八代思域車款FD1

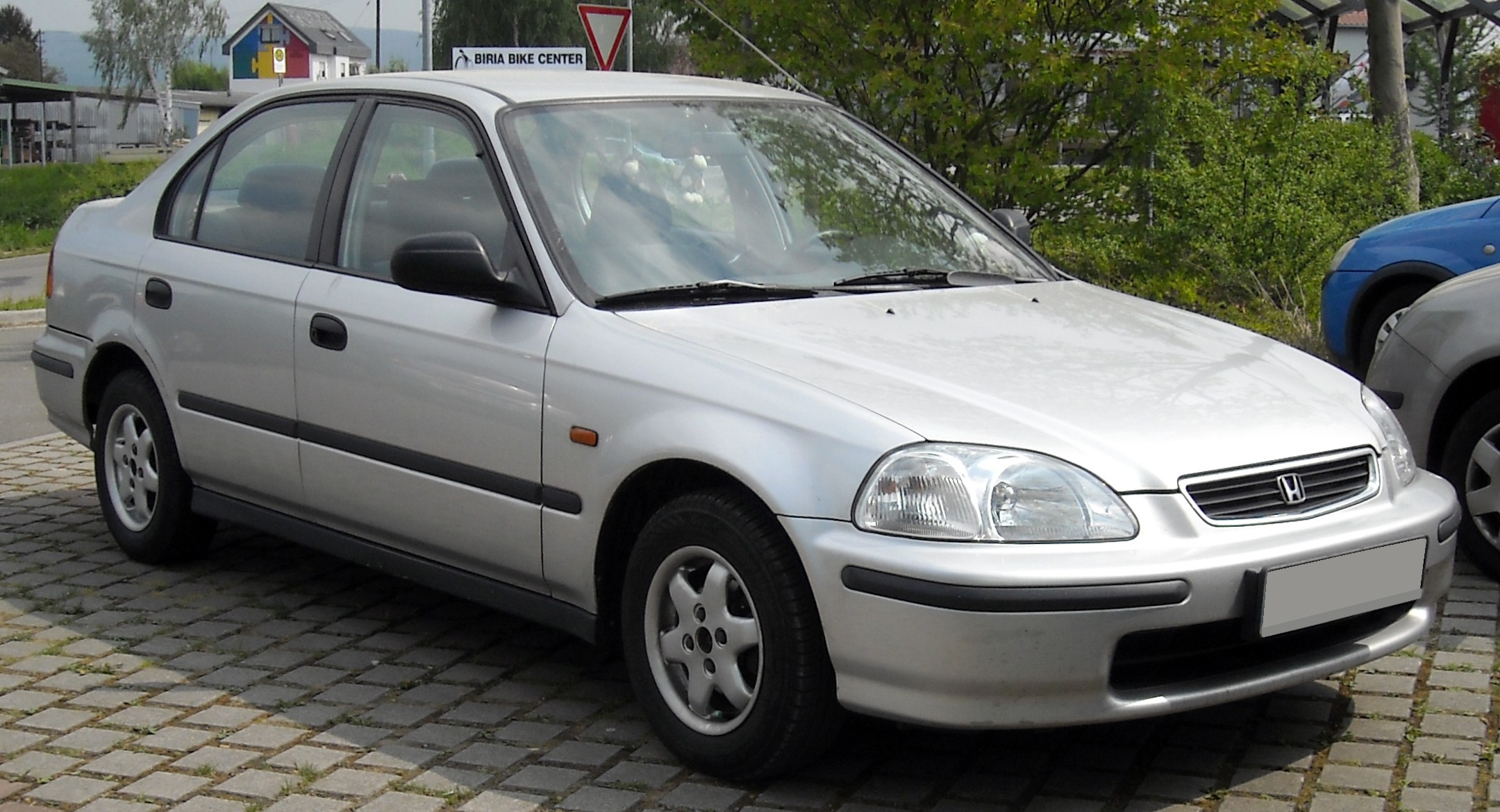
EK3

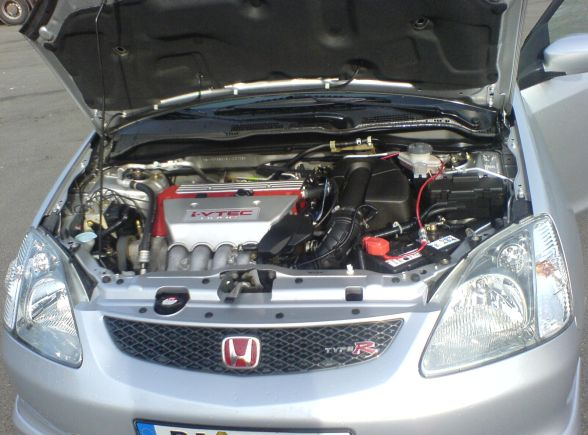
I-VTEC引擎

本田喜美（又名本田公民、本田思域）（日語：ホンダ・シビック，通常簡稱Civic）是日本本田技研工業生產的轎車，其競品為三菱Lancer、豐田卡羅拉、馬自達3、日產Tiida、福斯Golf、寶馬1系、賓士A系列和速霸陸Impreza。CIVIC是Honda的熱門車型，誕生於1972年，现已经过十一代的演变以及2700万辆的全球销量。
因近年消費者偏好選購本田汽車的Fit小車和CR-V休旅車，本田於2010年底停止製造和銷售日本市場的Civic，但仍繼續在日本工廠製造銷往他國的Civic，特別是油電混合車型。不過在第十代上市後，本田宣布於2018年起，重新在日本市場銷售Civic。

## 歷史
- 1991年第五代喜美誕生，以砲彈流線狀為設計理念，HONDA取名為Sports Civic，後期推出搭載VTEC系統之1.5L與1.6L引擎，搭配上優異的前後雙A臂懸吊設計，使得Sports Civic名符其實。
- 1995年第六代喜美誕生。延續砲彈流線狀為設計理念，呈現更為銳利的稜角與折線，HONDA取名為Miracle Civic，也首次出現Honda Multimatic電腦控制無段變速的CVT變速箱在1.6i ES車型上，這也是Civic車系首此採用CVT科技。
- 2000年第七代喜美誕生。HONDA取名為Global Civic，導入新一代HONDA安全觀念G-CON結構科技，另外行之有年的前後雙A臂懸吊系統也被前麥弗遜、後雙A臂的新一代HONDA底盤設計取代，
- 2005年第八代喜美誕生。八代Civic的開發並不是從改進七代車型不足之處的觀點出發，而是重新以如何滿足1.8L~2.0L這一級距車主的需求為考量。採用原廠稱為「Multiplex太空艙儀錶」的上下雙層儀錶，將時速、水溫、油錶與方向燈等重要資訊顯示於上層，其他次要訊息如引擎轉速、里程錶則置於下層儀錶上，這樣的設計是為了讓駕駛者在駕駛的過程中，即使是需要讀取各項行車資訊時也能將視線保持在正前方，避免視線轉移分心所可能發生的危險。
- 2006年第八代喜美-TYPE R誕生，
自從Integra確定從HONDA產品陣容消失，再加上Civic三／五門只有歐規的情況下，強調性能的Type R幾乎成為絕響，然而在日本鈴鹿F1的賽前記者會中，HONDA可是將2007年才發表的Civic Type R四門版先行亮相，並以前導車姿態出現。
- 2012年第九代喜美誕生。新Civic車室氛圍傳達Honda的新世代房車個性，充滿科技的Multiplex Meter雙層儀錶、首度搭載的i-MID多功能資訊、ECO Assist節能系統，與新穎方向盤附多功能控制鍵都是特色。新Civic搭載先進i-VTEC引擎，其智慧型可變氣門與揚程電子控制系統能提供豐沛動力性能，1.8L等級馬力輸出141hp及扭力17.8kgm，2.0L等級馬力輸出155hp及扭力19.4kgm。除了提增動力科技，九代Civic還搭載目前運用在Honda油電車款上的ECO Assist節能駕駛輔助系統，它具備提示駕駛人對油耗狀態的理解，亦可介入行車電腦控制，改善不當駕駛習慣影響油耗，讓車主建立節能自主意識，創造更好燃油經濟性。

## 第一代SB1 / SG / SE / VB型（1972年 - 1979年）
本田車型代號：SB1、SG、SE、VB
第一代Civic於1972年4月11日首度在日本以1973年車款銷售。在1973年石油危機後，自1975年分Civic起，具有本田CVCC節油技術的引擎成為選擇之一，排氣量1.5L並輸出53匹馬力，不需配備觸媒轉化器就可符合當年美國和日本的廢氣排放標準，所以可以直接使用當時較廣泛供應的有鉛汽油，在石油短缺的年代是一大優勢。

## 第二代SL / SS / SR / ST / VC / WD型（1979年 - 1983年）
本田車型代號：SL, SS, SR, ST, VC, WD
第二代Civic於1979年於日本以「Super Civic」名稱發表並以1980年車款銷售。車型上有3門、5門掀背車以及旅行車。與上一代最明顯的改變就是尺寸的增加，為的就是彌補一代車款在內部空間上的不足。另外，第二代Civic所有款式配備的引擎都加入了本田CVCC技術。

## 第三代AG / AH / AJ / AK / AT型（1984年 - 1987年）
本田車型代號：AG，AH，AJ，AK，AT，EC
第三代Civic於1983年9月在日本以「Wonder Civic」開始銷售，動力系統全面12氣門化，出力為90hp馬力。為了推向更多更廣的不同市場，所以在車型方面多出了Shuttle旅行車型與CRX。Shuttle的特點是其車頂較其他車型高，使得使用空間較其他競爭對手大。而CRX則是衍生自3門Civic掀背車款的另一種個性車型。

## 第四代EF型（1988年 - 1991年）

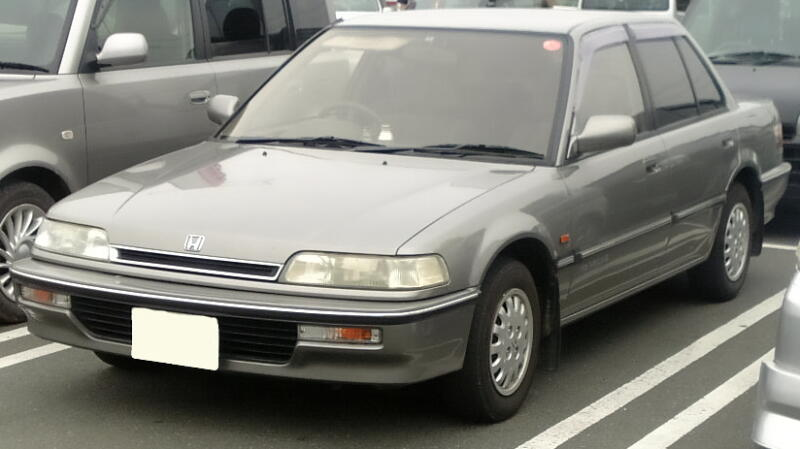
日本版第四代Civic房車
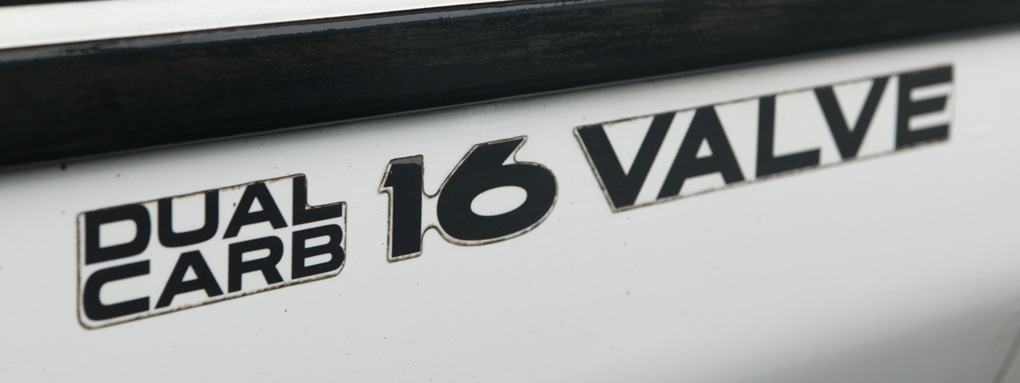
車身貼紙
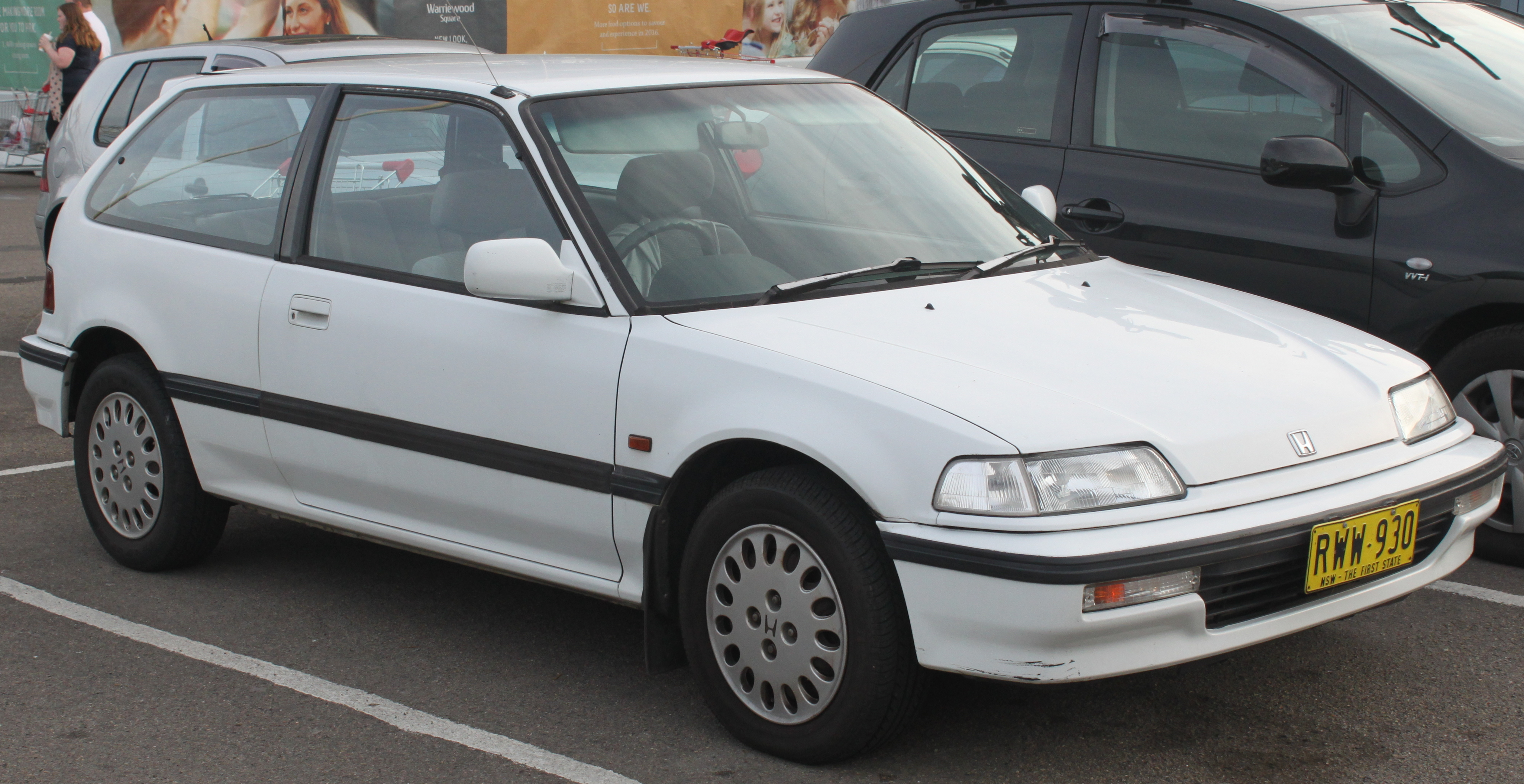
澳洲版本Civic GL ED型車頭
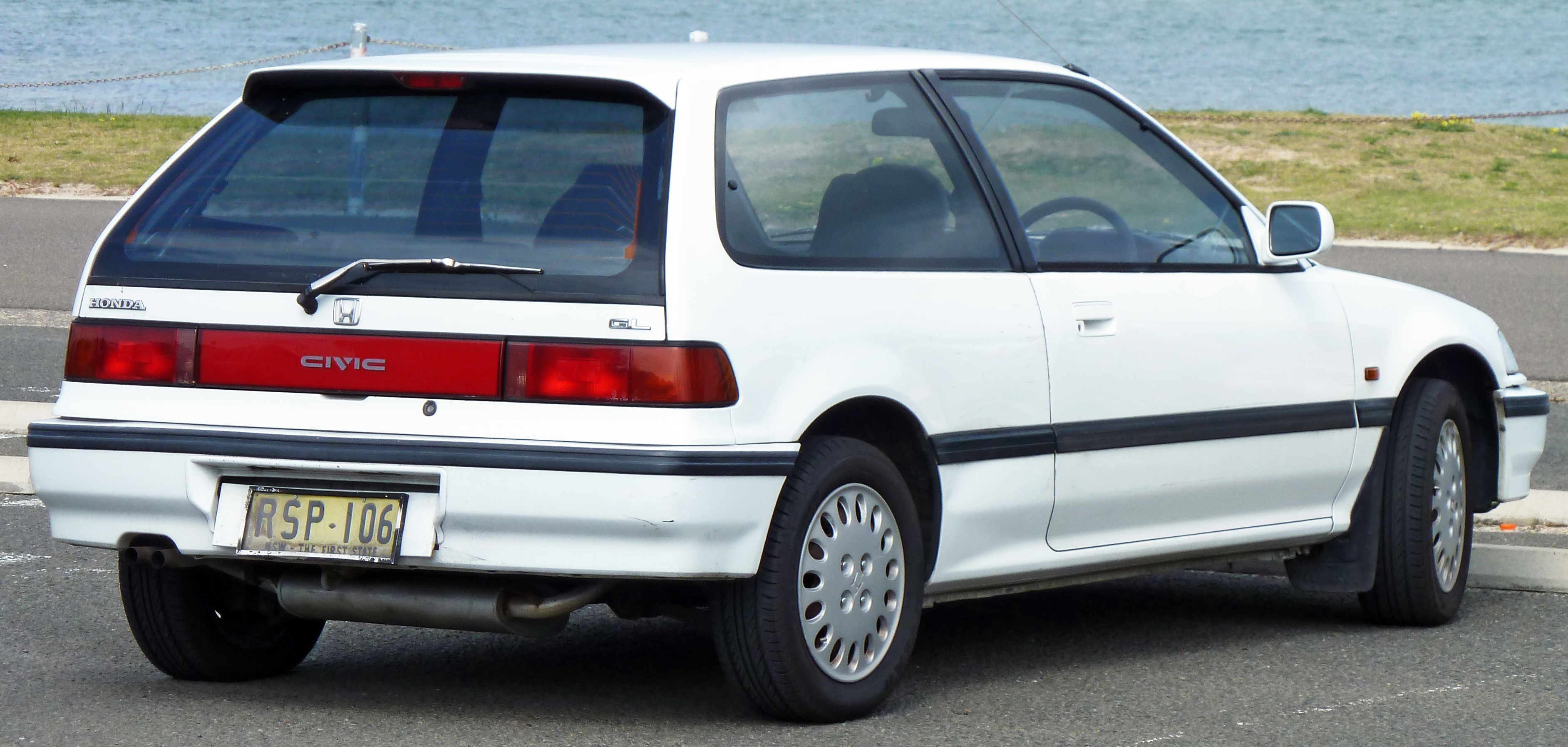
澳洲版本Civic GL ED型車尾

## 第五代EG型（1991年-1995年）
1991年9月發售。現時的civic車款，是將行李廂與後窗沿伸而成的掀背設計，而從這款車型開始，更加強了流體力學的設計。基本上轎車型與3門款為同樣的引擎配置等級構成，也因此有部分市場與自家的Ferio 4WD重疊了。
- 1992年9月，ETi追加4速AT車。發售D15B單化油器（91PS）的ML車型（型式：E-EG8）。
- 1993年5月，發售特別限定車款ML•X。
- 1993年9月，小改款。設定副駕座位用的SRS安全氣囊。變更空調所使用的冷媒。4WD車採用deyuaruponpushisutemu。 裝載1600EXi（型式：E-EJ3）追加（SOHC•VTEC的「ZC」（130PS），裝備），等力座席等。

參加了當時的JTCC Group A組賽車，裝載取自Prelude 車款的H22A引擎，不過因戰績並不理想，1996年即被替換為 Accord 車型參賽。

## 第六代EK型（1996年 - 2000年）

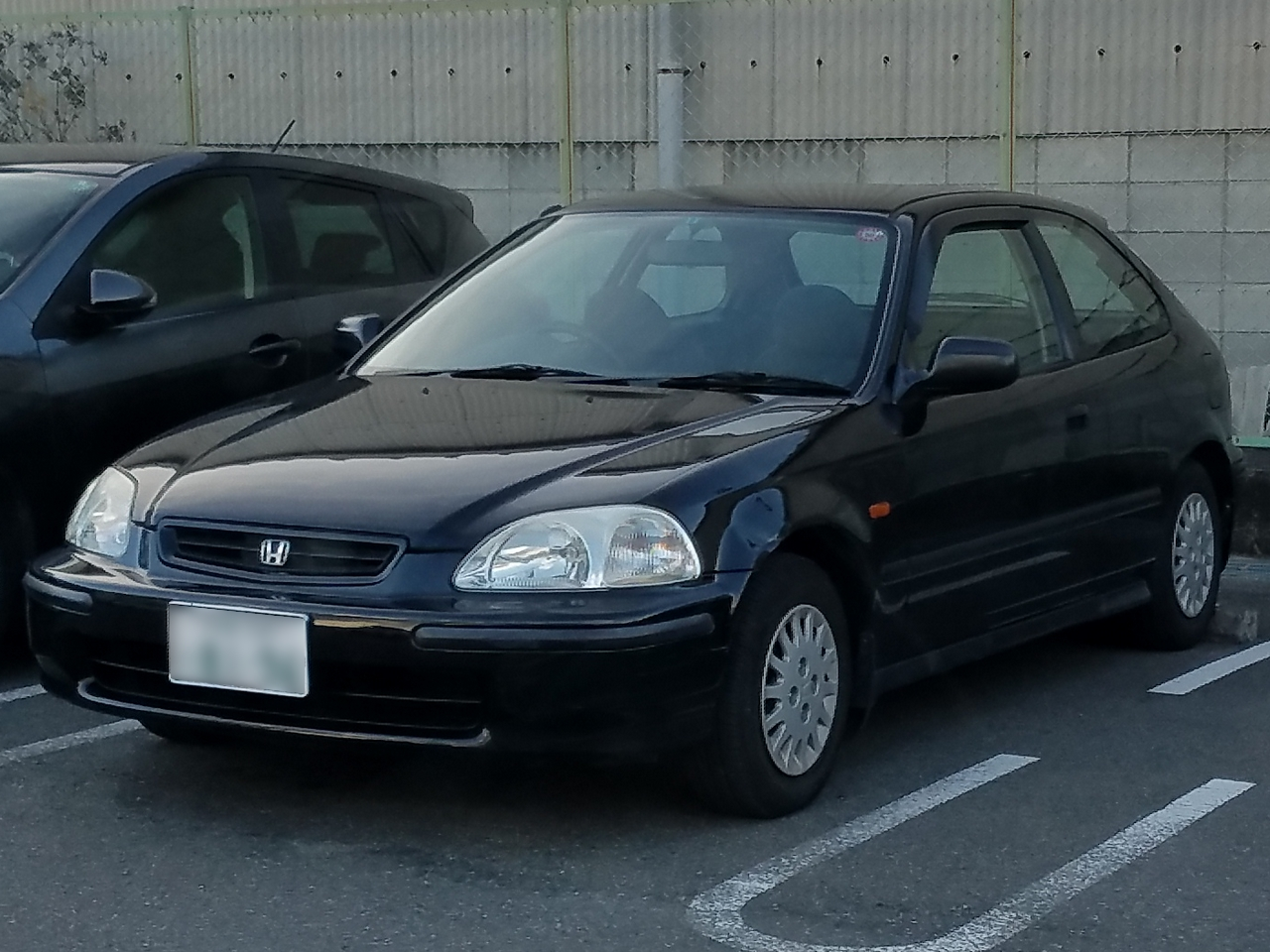

1996年～2000年，本田車型代號：EK3，EK4，EK5，EK9，EJ6，EJ7，EJ8，EJ9，EM1；台灣南陽車型代號：K8
EK9為Civic的第一款Type-R

## 第七代EU型（2001年 - 2005年）

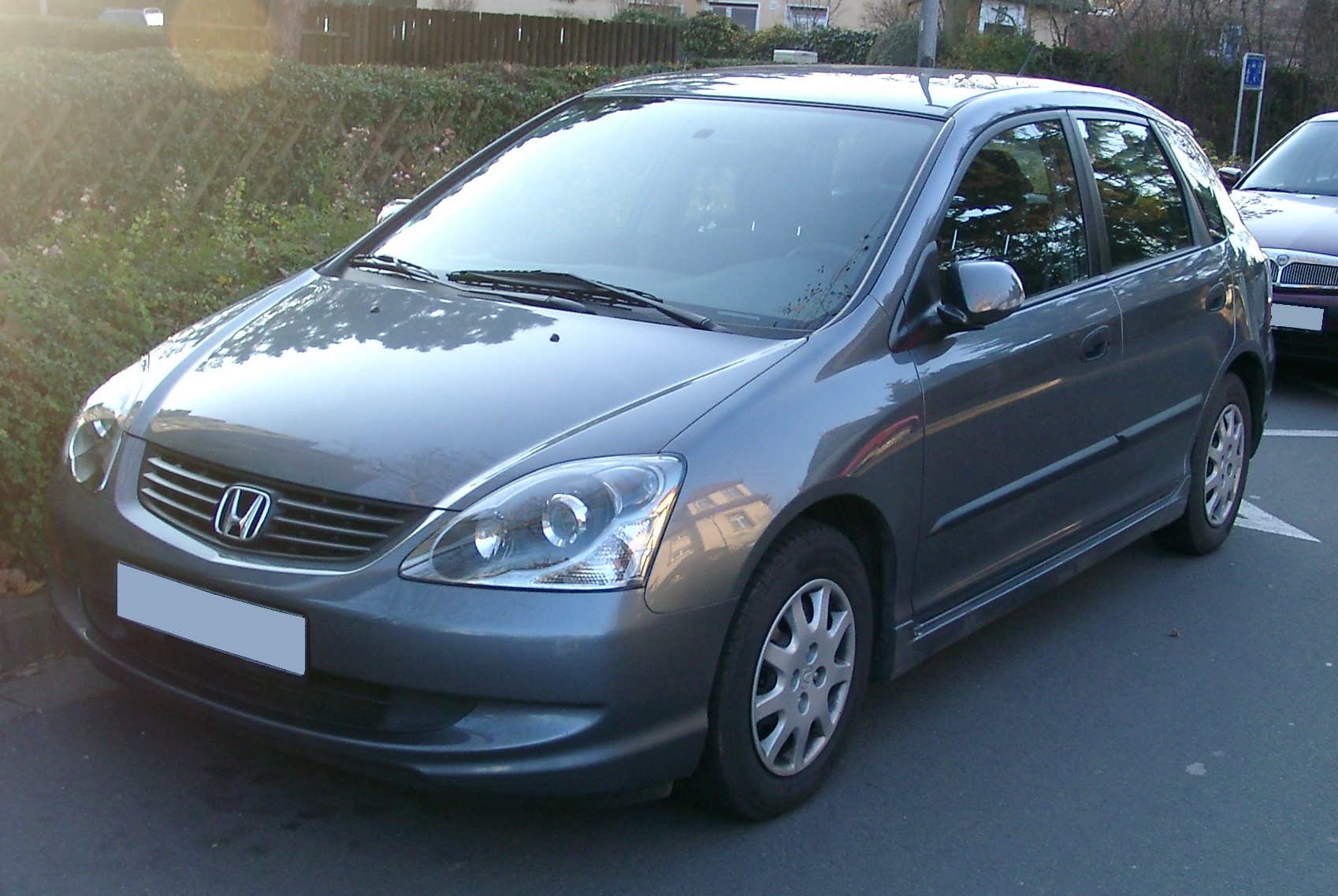

2001年～2005年，本田車型代號：EM1，EM2，ES1，EP2，EP3，EU1；此代南陽車型代號為CF及LC，坊間常用之K10為訛誤。
在部份市場會冠上Ferio副車名。

## 第八代FD型（2006年 - 2011年）

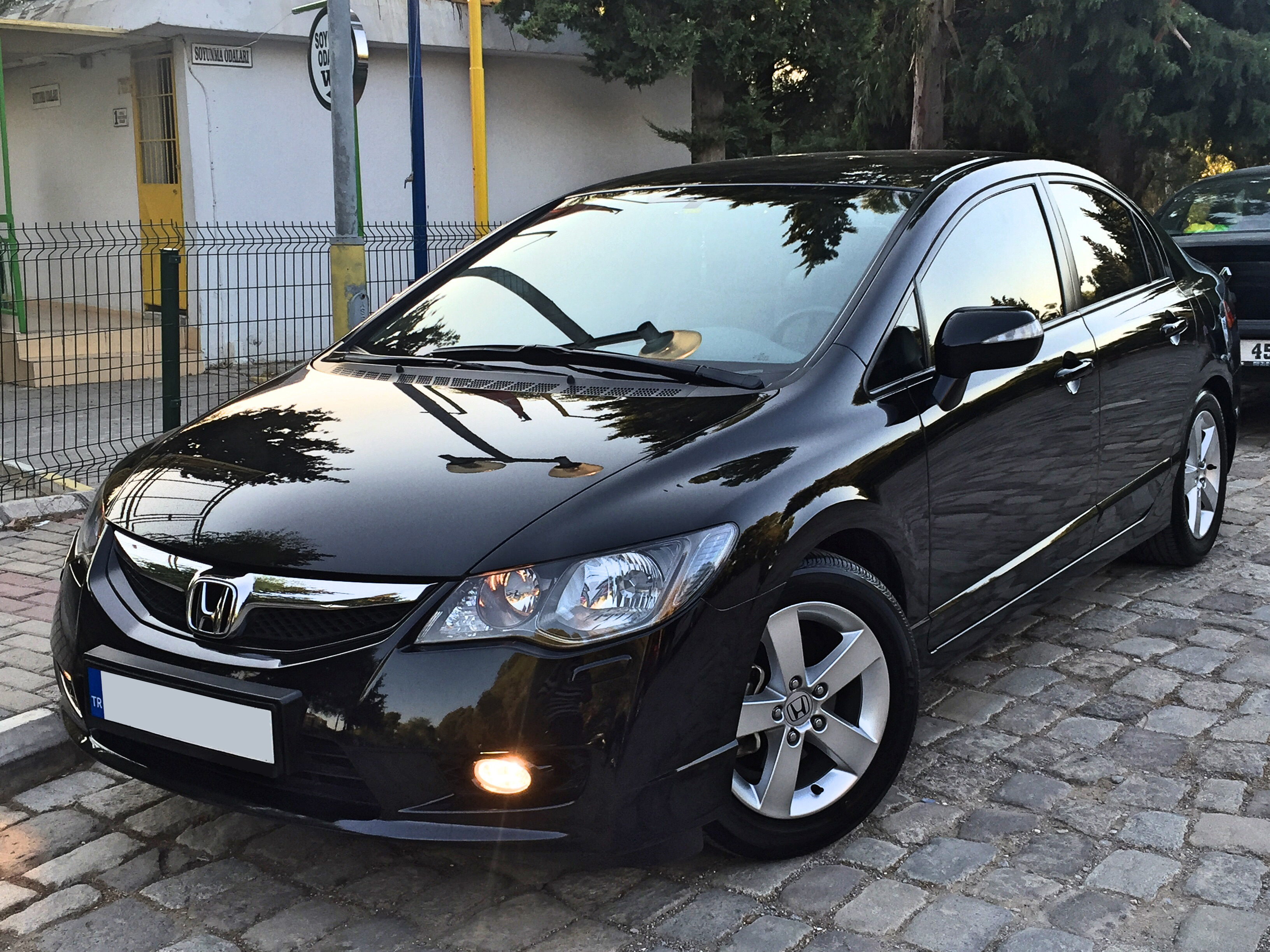

2006年～2011年，本田車型代號：FD2，FA1，FG1，FG2，FA5，FK，FN；無南陽車型代號，K12亦為訛誤。
- 2006年第8代Civic發售

這一代有多個地區車型(日本版,北美版,歐洲版)被取消了4WD版本而只保留有FF版本。
FD車型(日本規)

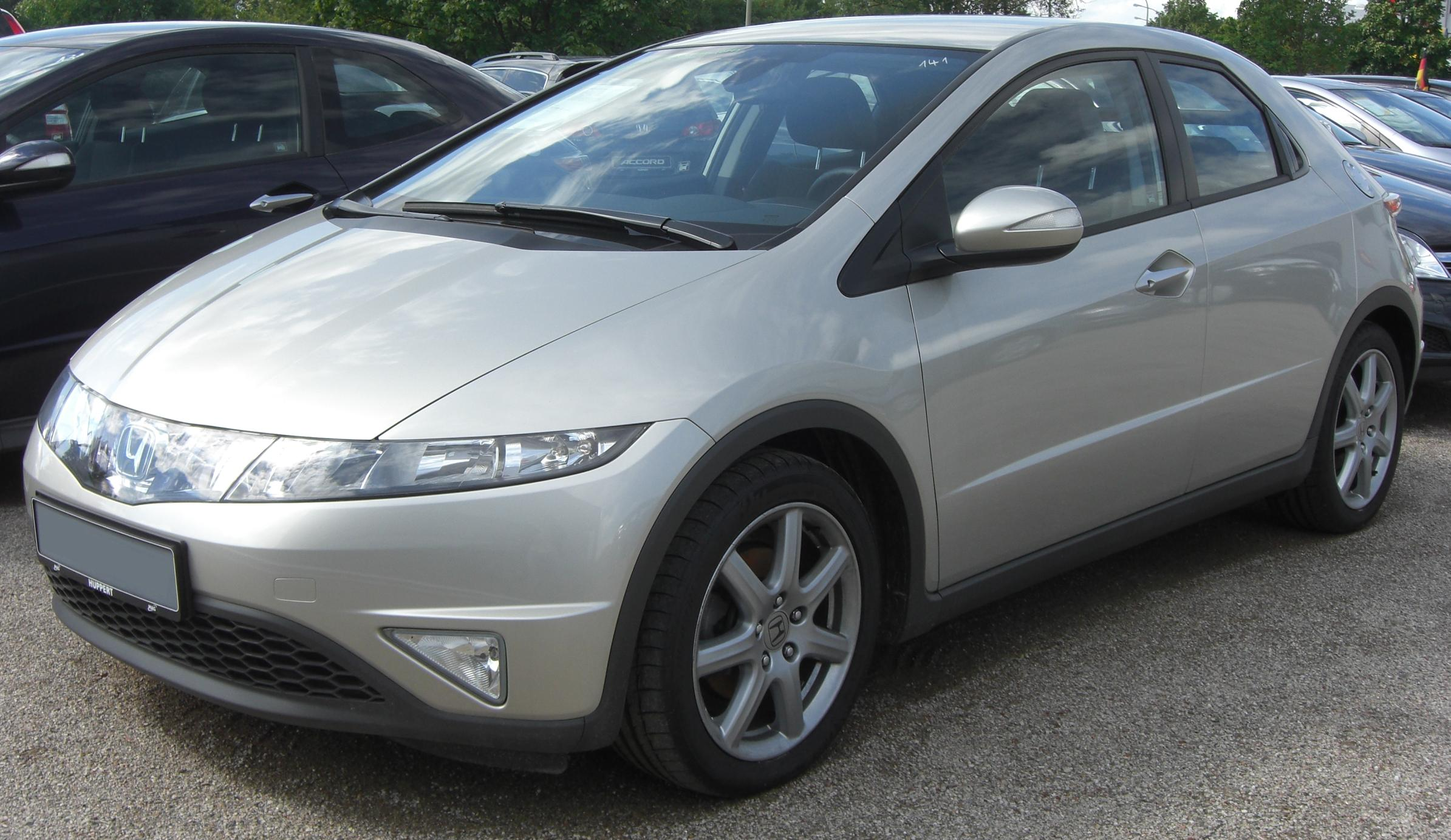

- 除日本以外的亞洲國家也有生產這型號例如泰國...
- FD車型分別設有1.8L引擎版,2.0L引擎版,TYPE-R 2.0L引擎車型(只在日本生產的高性能車型,只設右軑版)所有只有4門版
- 1.8L車型搭載SOHC直列4汽缸i-VTEC引擎(代號R18A)馬力140PS，配備5AT/MT變速箱
- 2.0L車型搭載DOHC直列4汽缸i-VTEC引擎(代號K20A)馬力155PS，配備5AT/MT變速箱
- 2007年發售的日本版TYPE-R車型為四門版.代號ABA-FD2 搭載引擎為K20A3(紅頂)馬力225PS 配備6前速手排變速箱,內裝設有(黑黑,紅黒~而紅黑內裝只有白色先配置),紅色速度標(普通版是藍色)i-VTEC標示器,當VTEC進入時會有標示(標示器的位在普通版車型標版上的左邊,原水溫計的位置)
- 2009年小改款車型更改分為VTI、VTI-S、以及2.0車型，前保險桿修改為類似TYPE-R車型的造型、全等級內裝色均更改為黑色、最低階VTI車型標配8恆溫空調、時尚銀以及絢麗藍車色取消、也取消原本的車型分類方式,TYPE-R車型又有小小修改,修改為車尾燈(原本內部圓燈,改成內6邊形燈)
- 2010年小改款外觀維持2009年車型，VTI車型鋁圈升級為16吋5幅鋁圈，VTI-S以及2.0車型則更改為16吋7幅類TYPE-R造型鋁圈，以及多項調校與修改
- 2010年8月TYPE-R車型停產,因為不能通過歐盟5期排氣指標，無奈只能停產(生產年期2007-2010)普通車型沒有影響。

FA車型(北美規)
- FA車型不只是北美地區發售，例如有香港(是由日本生產進口的FA車型)，中國(是"本田"和"東風汽車"合資公司"東風本田"在中國廠房生產的內銷型)，而加拿大版(是以本田的另一品牌ACURA以CSX名字推出，而且外型同規格是(日規)。
- 在不同地區的有不同的車型分別香港,中國，美國的車型比較相似`而加拿大的較似日規的外型。
- 1.8L直4缸i-VTEC引擎(代號R18A)中國，香港市場有售(香港的行貨代理引進1.8版而水貨代理引進日規2.0版)只有4門版配有5AT/5MT變速箱。
- 2.0L直4缸i-VTEC引擎(K20A)(中國生產型)，美國(K20Z2)，加拿大(K20Z2).5AT/5MT變速箱。

FG車型(只在北美地區發售)
- 2006年秋季本田在北美市場發佈一種名為Civic Si的雙門、四門車型
- FG車型搭載2.0L DOHC直4缸 i-VTEC引擎(K20Z3)馬力197PS、6MT變速箱。

FN-FK車型(歐洲規)

## 第九代FB型（2012年 - 2015年）

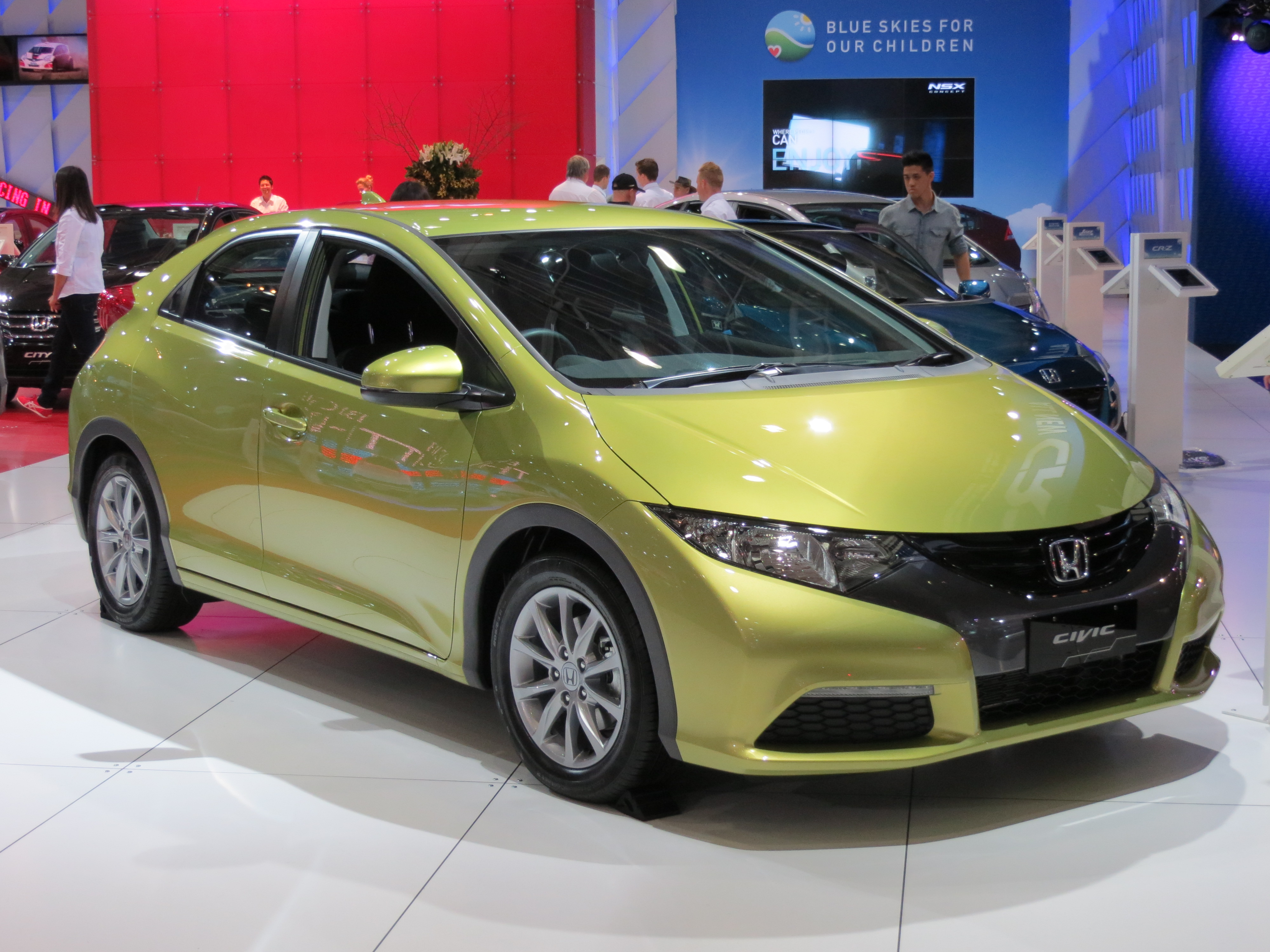

本田車型代號：FB4，FG3，FB2，FG4，FB6，FK2；無南陽車型代號，K14亦為訛誤。
圖片中為歐規9代車型
第九代Civic於2011年10月以2012年份車款開始在北美市場銷售，主要是在第八代的基礎上增強了經濟性及實用性。第九代在世界上共銷售有四種車型：兩門跑車、四門轎車、五門掀背車及旅行車。兩門跑車車款主要於北美市場銷售；四門轎車於北美、南美、東南亞、大中華市場銷售，外型以北美車型為基礎；五門掀背車及旅行車款主要於歐洲市場銷售。本田另以第九代Civic為基礎發展出Acura ILX小型豪華車款，主要於北美市場銷售。第九代天然氣和油電混合車的四門轎車版本也隨著推出，動力配置與第八代大致相同。
北美市場Si等級外的Civic都配備了一具1.8L i-VTEC SOHC 直列四缸引擎，最高輸出 (SAE) 143 hp（107 kW）@ 6500 rpm 、129 ft·lbf（175 N·m）@ 4300 rpm，與五速手動、五速自動 (2012至2013年份)、或CVT (2014年分起) 變速箱相配。
第九代Civic在美國最初推出時被批評創新不足、廉價感高，特別是與同時期改款的對手相比。因此，本田在第九代推出僅一年多就提早把非鈑金部分大修改、內裝質感用料提升的2013年份車款提早上市。而為了應對消費者日益重視的油耗及兼顧性能表現，本田於2014年份車款以CVT替換原先的五速自排。

## 第十代FC / FK型（2016年 - 2022年）

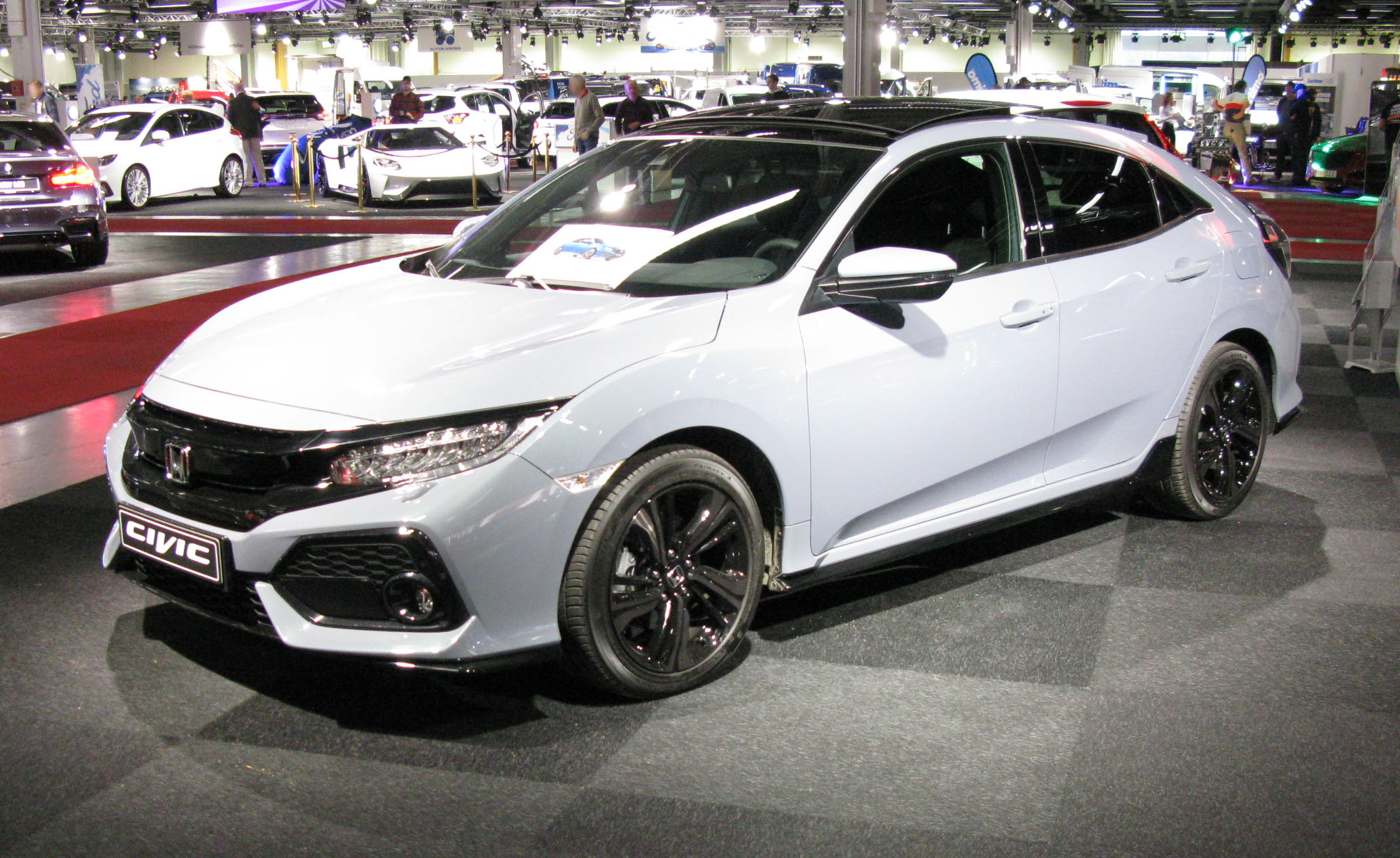

第十代Civic雙門車型首度於2015年4月的紐約國際車展以概念車型發表；四門量產車型則於9月16日發表，並於11月12日開始在北美市場銷售；雙門量產車型則於年底的洛杉磯國際車展展出，2016年3月開始在北美市場銷售；五門掀背車款首度於2016年日內瓦車展以概念車型發表，量產車型則於2016年巴黎車展發表，並於9月開始在北美市場銷售，同時Honda Civic也與台灣市場告別，2023年台灣本田導入11代掀背車型重新回歸台灣市場。
第十代Civic的底盤為全新設計，與第十代Accord共用。在雙門及四門車型方面，基本LX及EX等級配備一具與手排或CVT相配的自然進氣2.0L直列四缸引擎，較高等級的EX-T、EX-L、Touring則配備一具與CVT相配的渦輪增壓1.5L直列四缸引擎；五門掀背車型不論等級均配備1.5升的渦輪增壓引擎。

## 第十一代FL型（2021年 - 至今）
第十一代喜美轎車的原型於2020年11月發布，並於2021年6月發布了轎車和掀背車兩種車型。北美銷售於同月開始，其次是8月的東南亞、9月的日本和中國以及12月的澳洲和紐西蘭，歐洲則於2022年底開始銷售。這一代也是自第二代之後第一個因銷量下滑不提供轎跑版的喜美，第十一代轎車也因此未在日本和澳洲銷售，台灣也於2023年導入掀背版車型重新開賣。

## 大中華地區生產和銷售情況

### 中國大陸

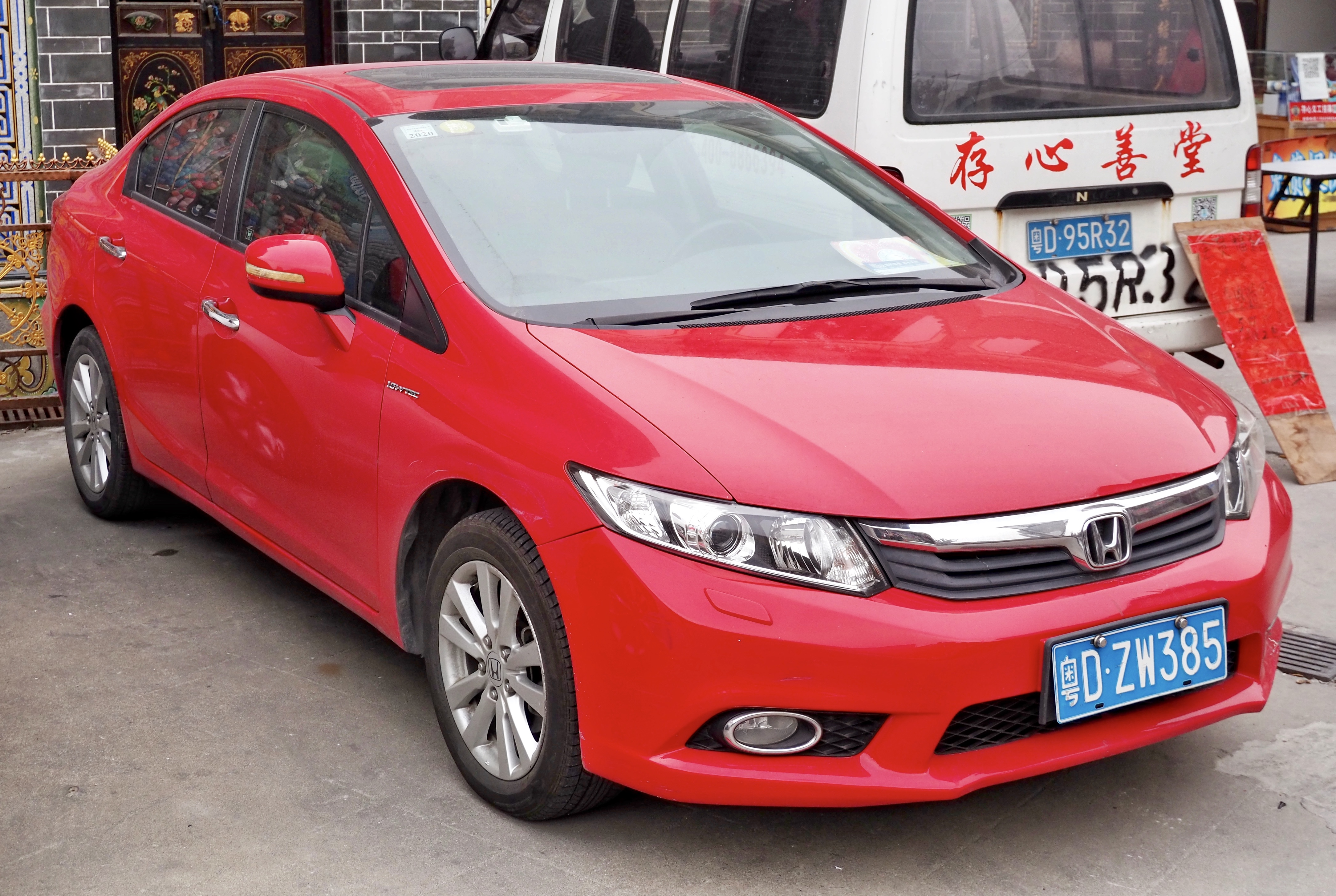
第九代東風本田思域

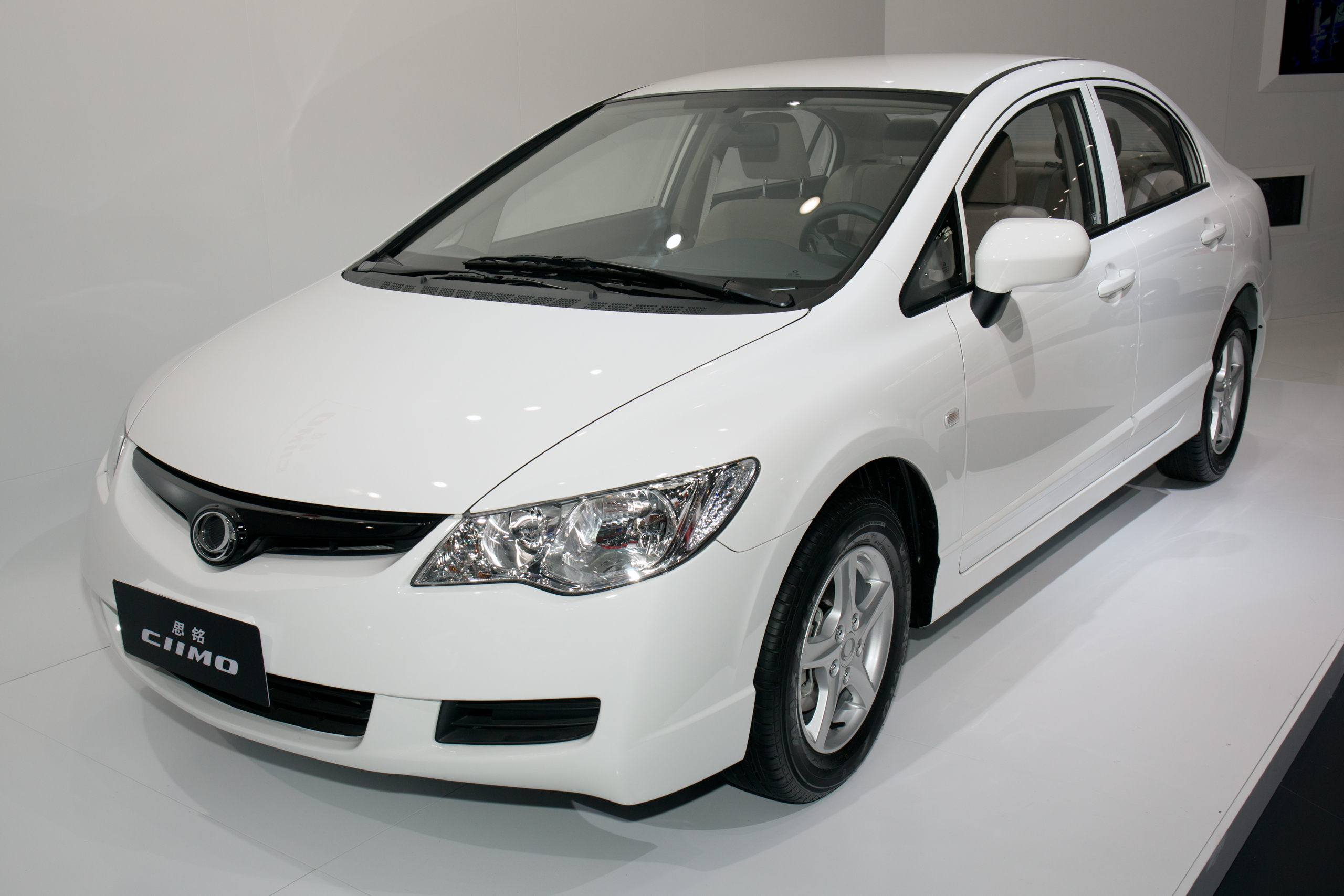
東風本田思銘，其車標為該車型獨有

Civic在中國大陸以英文音譯「思域」為名，自2006年第八代起開始由合資公司東風本田汽車有限公司生產及銷售，同時亦推出基於第八代日版本田思域為礎的低配版車型思銘（Ciimo）。

### 香港
大昌行集團有限公司旗下的合群汽車有限公司自1965年成為日本本田汽車香港代理，負責銷售本田汽車於香港及澳門的銷售及售後服務。輸港的第八代Civic (FA1) 雖然於日本製造，但外型與日本本土不同，而採用外型與北美及中國大陸相同的「美國版」，最大分別在於頭尾燈組之設計。而機械則只有1.8公升的R18A 16氣閥單頂凸輪軸四汽缸引擎只供選擇，最大馬力140 ps/6300 rpm，最大扭力17.7 kg-m/4300 rpm，傳動系統則可選配五前速手動傳動系統或傳統五前速自動傳動系統。基於內外裝設備不同，儘管機械組合相同，亦再細分兩款型號銷售。合群汽車於2010年停售Civic，直到2015年引入Civic Type-R，成為香港第一款由代理引入的本田Type-R車型。

### 臺灣

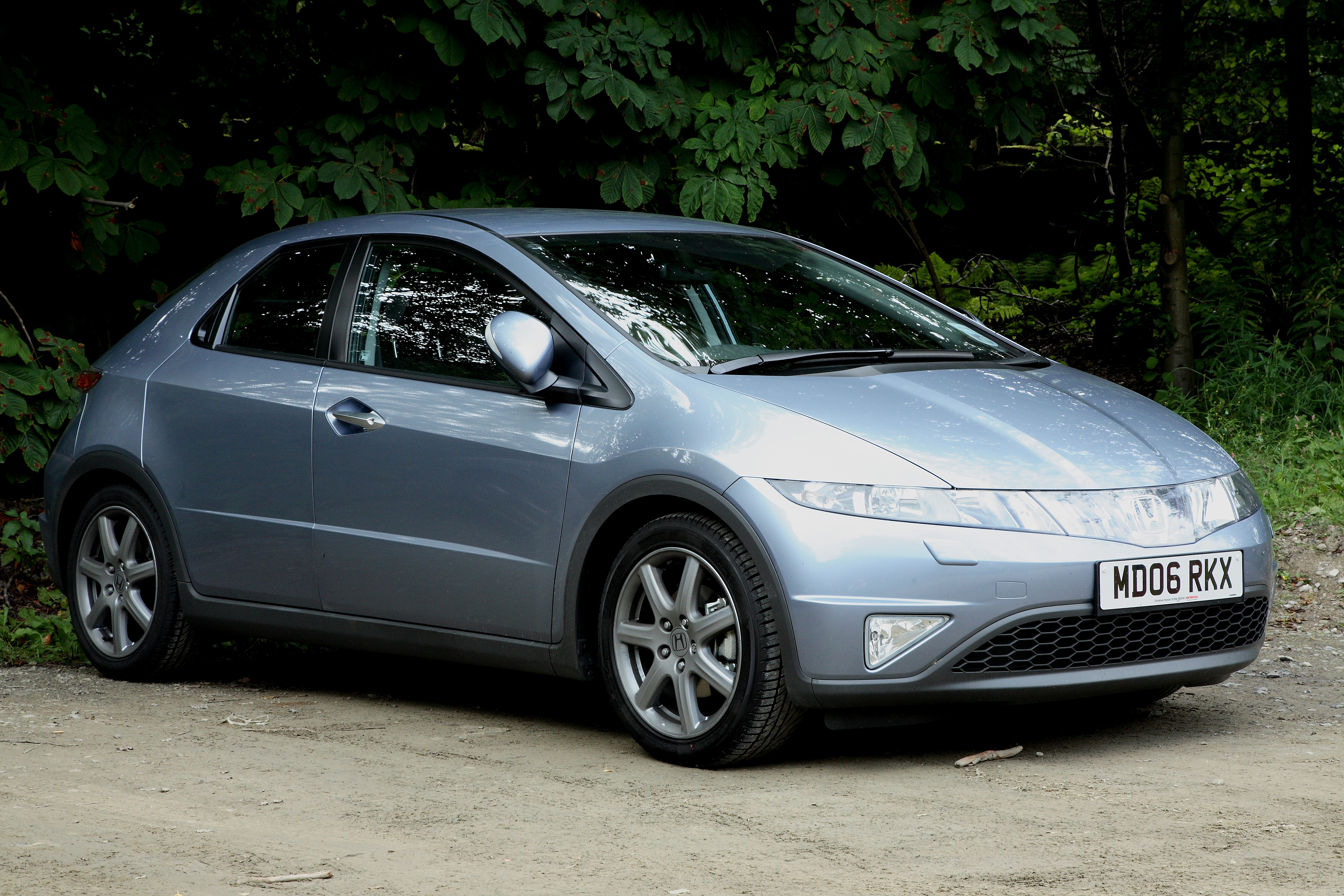
2006年歐洲版 Honda Civic (與亞洲地區完全不同)

2002年台灣本田股份有限公司成立之前，由三陽工業生產，南陽實業代理及銷售，並為Civic取上老一輩台灣人耳熟能詳的名字「喜美」。南陽實業最早在1974年進口Civic來台銷售，1977年第一部由三陽工業生產的Civic上市。此後三陽在1980年、1984年、1988年在台推出國產的第二代、第三代、第四代Civic（現地生產編號K2），三陽、南陽兩公司在1992年、1996年在台推出國產與進口的的第五代（現地生產編號K6）、第六代Civic（現地生產編號K8），2001年三陽推出國產的第七代Civic（現地生產編號CF及2002年小改款LC，但坊間通稱K10），但生產不到一年，即因三陽與本田在2002年結束合作關係而停產。
2006年4月第八代Civic上市，由台灣本田汽車生產及銷售，Civic相隔四年重返台灣市場。第九代Civic則於2012年6月8日正式上市。第十代Civic因原廠產品規劃，未在台灣銷售，Civic因此再次消失於台灣市場。
第一代Civic於本地僅有五門版本生產，第二代Civic於本地則有五門版本及四門版本，第三代、第四代、第五代、第六代Civic於本地皆有三門及四門版本之生產，第六代四門Civic之孿生車DOMANI亦有引進，第七代Civic於本地僅生產四門版本。
早期生產、銷售此型車的三陽工業、南陽實業把Civic譯為「喜美」，影響大到最後甚至有人誤把"喜美"當成品牌名稱。（例：喜美CR-V、喜美雅歌Accord等）
在1998年時決定取消使用中文的車款名稱，第七代Civic更以日本原廠對於四門CIVIC房車命名方法加上FERIO為副名，雖然如此，許多台灣人至今依然習慣以「喜美」稱呼Civic。而第七代Civic又因為其副名FERIO而有「菲力歐」之中文名。
有少量之美規雙門版本由順鎰汽車引進，但該公司已於2006年4月惡性倒閉。
2023年台灣本田的年度重頭戲之一，重新回到國內市場的11代Civic，在7月12日以單車型國外進口的身份，售價為139.9萬起的價格正式在台上市。

## 車名的由來
Civic來自英文Civil的意思泛指市民或公民，其意思為這款車是大眾化的車款。

## 日本年度風雲車得獎獎項
| 獎項、品牌、車型 | 獎項、品牌、車型 | 獎項、品牌、車型       | 獎項、品牌、車型                             | 獎項、品牌、車型 |
| 屆次             | 年度             | 獎項                   | 得獎車輛                                     | 備註             |
| ---------------- | ---------------- | ---------------------- | -------------------------------------------- | ---------------- |
| 第4屆            | 1983             | 日本年度風雲車         | Honda Civic                                  |                  |
| 第12屆           | 1991             | 日本年度風雲車         | Honda Civic Ferio                            |                  |
| 第16屆           | 1995             | 日本年度國產風雲車     | Honda Civic、Honda Civic Ferio               |                  |
| 第21屆           | 2000             | 日本年度國產風雲車     | Honda Civic、Honda Civic Ferio、Honda Stream |                  |
| 第26屆           | 2005             | 最具先進技術（特別獎） | Honda Civic、Honda Civic Hybrid              |                  |
| 第26屆           | 2005             | 最具價值（特別獎）     | Honda Civic、Honda Civic Hybrid              |                  |

## 外部連結
- 香港TopGear官方網站介紹Civic Type-R project P （页面存档备份，存于）
- 香港合群汽車有限公司的本田Civic官方網頁
- 东风本田汽车有限公司本田CIVIC官方网站 （页面存档备份，存于）
- 台灣本田官方網站 （页面存档备份，存于）
- 2006 Civic Online Service Manual （页面存档备份，存于）
- 台灣本田俱樂部(HONDA CLUB) （页面存档备份，存于）
- 台灣vs俱樂部(VTEC SPIRIT)